# Exocentrus philippinus
Exocentrus philippinus är en skalbaggsart som beskrevs av Fisher 1925. Exocentrus philippinus ingår i släktet Exocentrus och familjen långhorningar.
Artens utbredningsområde är Filippinerna. Inga underarter finns listade i Catalogue of Life.